# Akdoğan Özgürlük Stadyumu
Akdoğan Özgürlük Stadyumu – stadion piłkarski w Lisi (tur. Akdoğan), na Cyprze Północnym. Do czasu tureckiej inwazji na Cypr w 1974 roku swoje spotkania rozgrywali na nim piłkarze klubu ASIL Lisi.
W przeszłości na obiekcie występowali piłkarze klubu ASIL Lisi. Po tureckiej inwazji na Cypr w 1974 roku klub opuścił jednak stadion i przeniósł się do Larnaki. Ostatni mecz na obiekcie ASIL Lisi rozegrał 2 czerwca 1974 roku (był to rewanżowy mecz ćwierćfinałowy w Pucharze Cypru przeciwko Enosis Neon Paralimni, wygrany przez gospodarzy 2:1 – jednak po porażce w pierwszym spotkaniu 0:5, awans do półfinału przypadł zespołowi z Paralimni). ASIL Lisi w okresie użytkowania stadionu w Lisi od sezonu 1967/1968 nieprzerwanie występował w najwyższej klasie rozgrywkowej. Na obiekcie dwukrotnie wystąpiła piłkarska reprezentacja Cypru, 19 listopada 1972 roku w meczu el. do MŚ 1974 przeciwko Bułgarii (0:4) i 28 stycznia 1973 roku w meczu towarzyskim, również przeciwko Bułgarii (0:3). Dawniej obiekt zwany był stadionem im. Grigorisa Awksendiu (gr. Στάδιο Γρηγόρης Αυξεντίου), po przejęciu Lisi przez turecką administrację został przemianowany na Akdoğan Özgürlük Stadyumu (Stadion Wolności w Lisi).